# Pedro Rubiano Sáenz
Pour les articles homonymes, voir Sáenz.
 (avril 2024).
Si vous disposez d'ouvrages ou d'articles de référence ou si vous connaissez des sites web de qualité traitant du thème abordé ici, merci de compléter l'article en donnant les références utiles à sa vérifiabilité et en les liant à la section « Notes et références ».
Rubiano  Sáenz est un nom espagnol. Le premier nom de famille, en général paternel, est Rubiano ; le second, en général maternel, souvent omis, est Sáenz.
Pedro Rubiano Sáenz, né le 13 septembre 1932 à Cartago en Colombie et mort le 15 avril 2024 à Bogota (Colombie),, est un cardinal colombien, archevêque de Bogota de 1994 à 2010.

## Biographie

### Prêtre
Pedro Rubiano Sáenz a suivi ses études au Canada, à l'Université Laval de Québec.
Il est ordonné prêtre le 8 juillet 1956 pour le diocèse colombien de Cali.
Après avoir exercé son ministère sacerdotal en paroisse et au sein de l'aumônerie militaire, il a assumé les fonctions de trésorier archidiocésain.

### Évêque
Nommé évêque de Cúcuta en Colombie le 2 juin 1971, Pedro Rubiano Sáenz a été consacré le 11 juillet suivant.
Le 26 mars 1983, il est nommé archevêque coadjuteur de Cali, avant d'en devenir le deuxième archevêque titulaire le 7 février 1985.
Le 27 décembre 1994, il est nommé archevêque de Bogota. Il se retire de cette charge le 8 juillet 2010 à quelques mois de ses 78 ans.
Il a présidé la conférence épiscopale de Colombie pendant trois mandats.

### Cardinal
Jean-Paul II le crée cardinal lors du consistoire du 21 février 2001 avec le titre cardinalice de cardinal-prêtre de la Trasfigurazione di Nostro Signore Gesù Cristo.
Au sein de la Curie romaine, il est membre de la Congrégation pour l'éducation catholique et du Conseil pontifical pour la pastorale des migrants et des personnes en déplacement.
Il participe au conclave de 2005 qui voit l'élection de Benoît XVI. Il atteint la limite d'âge des cardinaux non-électeurs le 13 septembre 2012, ce qui l'empêche de prendre part aux votes du conclave de 2013 qui voit l'élection du pape François.